# دیوید مک‌اچرن
دیوید مک‌اچرن (انگلیسی: David MacEachern؛ زادهٔ ۴ نوامبر ۱۹۶۷) از ورزشکاران و مدال‌آوران در بازی‌های المپیک زمستانی اهل کانادا است.